# تپه اکراه یری
تپه اکراه یری مربوط به دوره اشکانیان است و در شهرستان گرمی، بخش مرکزی، دهستان اجارود مرکزی، روستای چونه خانلو واقع شده و این اثر در تاریخ ۱۲ شهریور ۱۳۸۶ با شمارهٔ ثبت ۱۹۴۰۳ به‌عنوان یکی از آثار ملی ایران به ثبت رسیده است.